# William Fox-Strangways
William Thomas Horner Fox-Strangways, 4e comte d'Ilchester, (7 mai 1795 - 10 janvier 1865) est un diplomate britannique, homme politique whig et collectionneur d'art. Il est sous-secrétaire d'État aux Affaires étrangères sous Lord Melbourne de 1835 à 1840 et est envoyé extraordinaire et ministre plénipotentiaire auprès de la Confédération allemande de 1840 à 1849.

## Jeunesse et éducation
Il est le fils d'Henry Fox-Strangways (2e comte d'Ilchester), et de sa deuxième épouse Maria Digby, fille de William Digby. Henry Fox-Strangways (3e comte d'Ilchester), est son demi-frère aîné et John Fox-Strangways son frère cadet. Il fait ses études à Christ Church, Oxford, où il obtient un BA en 1816 et une MA en 1820.

## Carrière politique et diplomatique
Il est attaché dans les ambassades britanniques à Saint-Pétersbourg, Constantinople, Naples et La Haye, secrétaire de légation à Florence et à Naples et secrétaire d'ambassade à Vienne. En 1835, il est nommé sous-secrétaire d'État aux Affaires étrangères dans l'administration whig de Lord Melbourne, poste qu'il occupe jusqu'en 1840 (mais il n'est pas député à cette époque). La dernière année, il est nommé envoyé extraordinaire et ministre plénipotentiaire auprès de la Confédération allemande où il reste jusqu'en 1849. En 1858, il succède à son demi-frère comme quatrième comte d'Ilchester et entre à la Chambre des lords.
Il est élu membre de la Royal Society en mars 1821.

## Travaux géologiques
Fox-Strangways s'intéresse à la géologie et est élu membre de la Société géologique de Londres en 1815, siégeant au Conseil de 1820 à 1821. Lorsqu'il est attaché à l'ambassade britannique à Saint-Pétersbourg, Fox-Strangways écrit «Esquisse géologique des environs de Pétersbourg» publiée dans les Transactions de la Geological Society of London en 1821 (lue le 16 avril 1819), qui comprend une carte géologique en couleur de la région de Saint-Pétersbourg, distinguant quatre types de roches, ainsi que des coupes transversales et des vues panoramiques le long des rives du fleuve. Son travail est élargi dans un article lu à la Société géologique en 1821 publié sous le titre «Un aperçu de la géologie de la Russie», qui comprend un «croquis servant de base à une carte géologique de la Russie européenne colorée pour montrer les connexions de ses strates avec celle des pays environnants». La carte est minéralogique, qui consiste essentiellement à tracer des types lithologiques, représentant 24 types différents, étiquetés de A à Z. Ces documents et cartes sont parmi les premiers ouvrages publiés sur la géologie de la Russie et ont constitué la base de la géologie de la Russie de RI Murchison. «(1845). Son arrière-neveu Charles Edward Fox-Strangways (1844-1910) est géologue pour le Geological Survey of Great Britain.

## Famille
Lord Ilchester épouse Sophia Penelope Sheffield, fille de Robert Sheffield, 4e baronnet, en 1857. Ils n'ont pas d'enfants. Il est décédé en janvier 1865, à l'âge de 69 ans, et son neveu Henry Edward Fox-Strangways lui succède. Entre 1828 et 1834, Fox-Strangways fait don de 37 premières peintures italiennes à Christ Church. Là, ils sont toujours exposés à la Christ Church Picture Gallery . "Il laisse également 41 autres tableaux à l'Ashmolean, dont le magnifique La Chasse de nuit de Paolo Uccello ".